# Кангрехаль (река)
Кангреха́ль (исп. Río Cangrejal) — река в Гондурасе, протекает в районе Ла-Сейба департамента Атлантида. Длина реки 25 километров. Площадь бассейна составляет 1255 км², уклон реки — 5,26 %.
Образуется при слиянии рек Рио-Вьехо, Рио-Бланко, Ярука и Эль-Падре, принимает воды шести ручьёв справа и четырёх — слева. Впадает в Карибское море в пределах населённого пункта Ла-Сейба. В среднем течении реки берега залесенные, по левому берегу проходит граница национального парка Пико-Бонито.
По реке проходят водные маршруты 2, 3 и 4, а также 5 категории сложности.